# Études de journalisme en France
En France, il existe de nombreuses formations au journalisme, dont le foisonnement n'empêche pas de distinguer celles reconnues par l'État, d'autres légitimées par des instances professionnelles, et un grand nombre de formations de moindre qualité.
Parmi elles, quinze cursus en écoles de journalisme sont reconnus par la profession, c'est-à-dire par les patrons de presse et les syndicats de journalistes réunis au sein de la Commission paritaire nationale de l'emploi des journalistes (CPNEJ). Ces écoles se sont réunies au sein de la Conférence des écoles de journalisme (CEJ).
Les écoles dispensant ces cursus de formation au journalisme pratiquent pour la plupart une sélection à l’entrée sur épreuves écrites et orales, ainsi qu'un effectif réduit. Des classes préparatoires à ces formations existent. En revanche, il est à rappeler qu'il n'y a pas d'études types pour devenir journaliste, qui n'est pas un métier réglementé. Mais la voie royale pour nombre de rédactions reste les écoles reconnues par la profession qui forment moins de 20 % des entrants dans le métier,.

## Historique

### XXesiècle

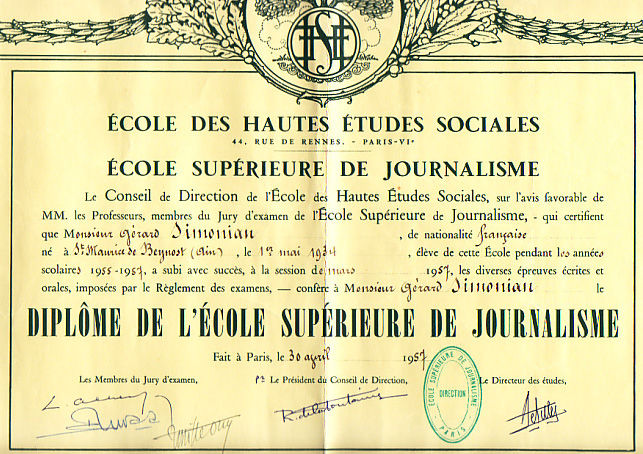
Diplôme de l'École supérieure de journalisme de l'École des hautes études sociales, alors située rue de Rennes, et datant de 1957.

L'enseignement du journalisme apparaît en France à partir de la fin du XIXe siècle, à Paris, où s'organise la création d'écoles libres en sciences sociales, distinct de l'université. La romancière Dick May et le sociologue Théophile Funck-Brentano fondent le Collège libre des sciences sociales en février 1894. Alors qu'elle est la première à proposer la création d'une section d'enseignement de journalisme au sein du Collège, Dick May prend ses distances et souhaite créer une « université du quatrième pouvoir ». Elle fonde ainsi sa propre institution en 1899 : l'École des hautes études sociales. Dès sa création, l'établissement compte trois sections, dont la section École de journalisme, qui rencontre un succès immédiat. Elle deviendra par la suite l'École supérieure de journalisme de l'École des hautes études sociales, puis l'École supérieure de journalisme de Paris lors de sa prise d'indépendance en 1986, revendiquant ainsi le titre de doyenne mondiale des écoles de journalisme.

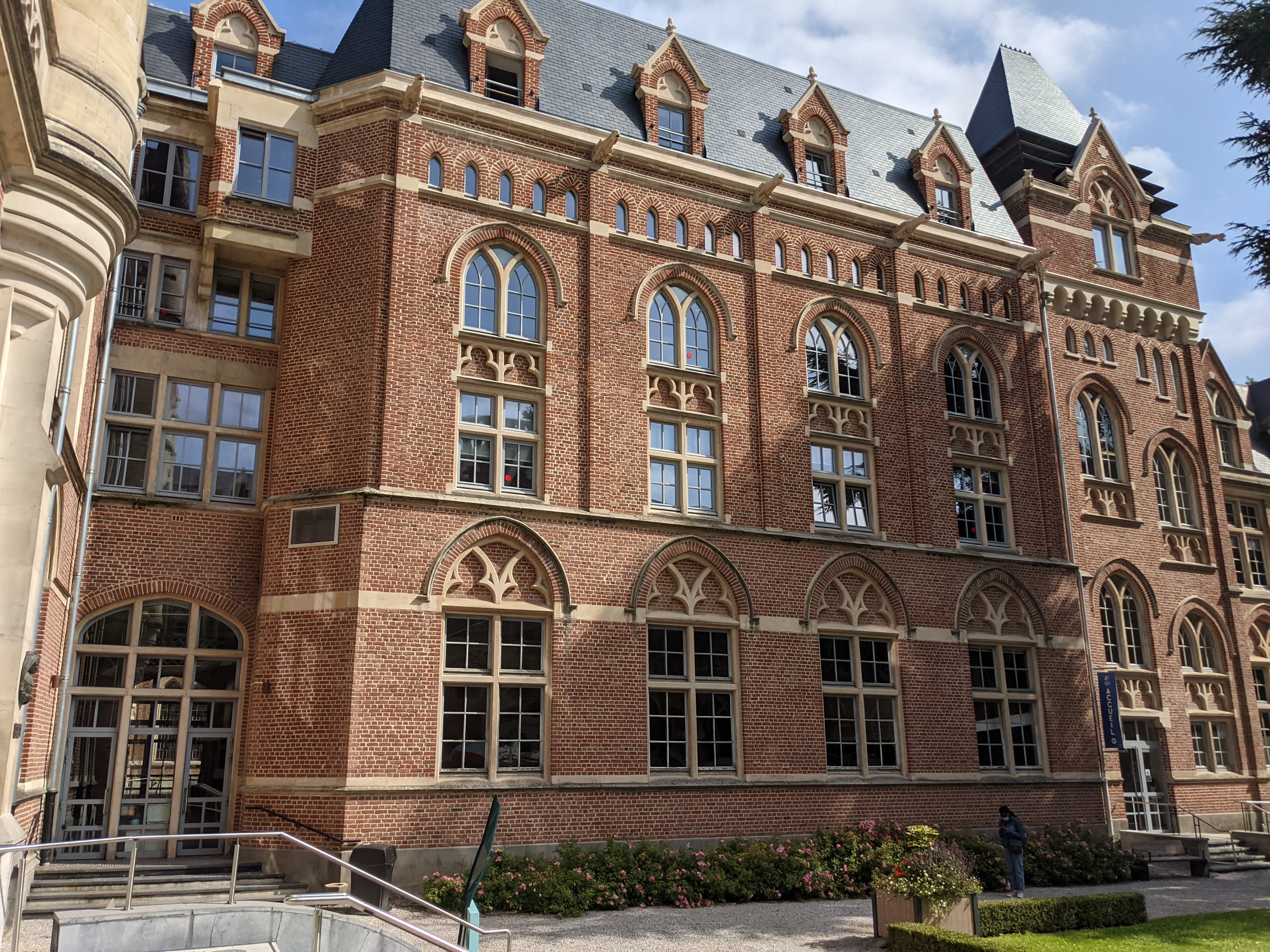
L'École de journalisme de l'Université catholique de Lille était située au 1er étage de l'Hôtel académique, jusqu'à son déménagement en 1981.

Le 4 novembre 1924, l'université catholique de Lille et son docteur en droit public Paul Verschave créent une section de journalisme au sein des facultés, dont le projet porté par l'épiscopat, est de former les futurs journalistes de la presse catholique, en trois ans. La création de l'école s'inscrit dans un mouvement plus général de « renaissance littéraire catholique » visant à mobiliser une « armée catholique de la plume ». Elle se tournera finalement vers la formation de journalistes pour la presse locale, dont le rôle, selon Ivan Chupin, apparaît comme « central pour la diffusion de la propagande politique de l’Église » face à la crainte d'une « offensive laïque ». Elle devient « l'École de journalisme de l'université catholique de Lille » en 1928, puis l'École supérieure de journalisme de Lille en 1934, soit dix ans après sa fondation,.
En 1929, le Syndicat national des journalistes (SNJ) crée le Centre d’études journalistiques, en association cette fois-ci avec le Collège libre des sciences sociales.
Le 5 juillet 1937, la faculté de droit de l’université de Paris crée l'Institut des sciences de la presse. Il doit cependant suspendre ses activités à cause de la guerre dès 1939. Il est relancé en 1945 en tant que Centre d’étude scientifique de la presse, grâce à l'action du haut fonctionnaire et spécialiste du droit de la presse, Fernand Terrou. Il ferme de nouveau deux ans plus tard, mais renaît le 4 avril 1951 en tant qu'Institut français de presse (IFP). Il s'agit d'une association loi de 1901, alors associée à l'Institut d’études politiques de Paris et l'UNESCO. Logé à l'IEP, il est rattaché à l'université de Paris jusqu'à son éclatement en 1969, rejoignant l'université Paris-II Panthéon-Assas nouvellement créée.
À la Libération, deux membres du groupe de résistance « Défense de la France », Philippe Viannay et Jacques Richet, fondent le Centre de formation des journalistes (CFJ) le 11 juillet 1946. Il faut ensuite attendre près de douze ans avant de voir apparaître une nouvelle école de journalisme de France, avec la création du Centre universitaire d'enseignement du journalisme (CUEJ) par l'université de Strasbourg en 1958. Sa formation est reconnue par la profession en 1968.
En 1967, la première formation au journalisme dispensée dans un institut universitaire de technologie et de niveau bac +2 voit le jour au sein de l'université Bordeaux-III, sous l'impulsion du sociologue et journaliste Robert Escarpit. Le DUT est reconnu par la profession en 1975. En 2007, le département de journalisme de l'IUT devient l'Institut de journalisme Bordeaux Aquitaine (IJBA) et remplace son DUT par un master professionnel (ex-DESS).
En 1978, l'Institut pratique du journalisme (IPJ) créé par l'historien Pierre Miquel et Jean Augonnet vient compléter le cercle des écoles de journalisme privées, et s'installe dans le quartier parisien historique de la presse française, dans les anciennes salles d'expédition de l'hebdomadaire l'Illustration. Elle ne sera reconnue par la profession qu'en 1991. Elle devient l'IPJ Dauphine lors de son intégration par décret à l'université Paris-Dauphine en 2011.
L'année suivante, en 1979, le CELSA, grande école rattachée à l'université Paris-IV Sorbonne et située à Neuilly-sur-Seine, crée une école de journalisme en son sein. Elle est reconnue par la profession dès 1981. La même année, l'Institut universitaire de technologie de Tours crée également son DUT de journalisme. En 2018, le DUT est remplacé par un master, le département de journalisme devenant l'École publique de journalisme de Tours.
En 1981, l'université de la Méditerranée Aix-Marseille II et la docteure en sciences de l'information et de la communication Lucienne Cornu créent le Centre TransMéditerranéen de la Communication (CTMC). Il est reconnu par la profession en 1985. Il devient l'École de journalisme et de communication de Marseille (EJCM) en 1989, puis l'École de journalisme et de communication d'Aix-Marseille (EJCAM) en 2012.
Le 12 mai 1998, la principale école de journalisme de France, le CFJ ainsi que sa maison-mère le CFPJ, annoncent déposer le bilan et leur placement en redressement judiciaire, seulement quelques mois après les difficultés financières de l'ESJ de Lille. Le CFPJ avait déjà tenté d'approcher l'État pour obtenir des financements, en vain, se confrontant également au refus des écoles de journalisme publiques d'un éventuel financement public du CFPJ. Selon le sociologue Ivan Chupin, la faillite économique de cette prestigieuse école parisienne constitue « une recomposition majeure de l'espace des écoles de journalisme en France »,.
En réaction, les écoles de journalisme publiques s'unissent. Le 22 octobre, cinq écoles rattachées à des universités et sous tutelle du ministère de l'Éducation nationale se réunissent à l'occasion des quarante ans du CUEJ de Strasbourg au sein d'une association : le Conseil des écoles publiques de journalisme (CEPJ),. L'association est domiciliée au siège du CELSA à Neuilly-sur-Seine, rattachée à l'université Paris-IV Sorbonne et dont le premier président est Alain Chanel, directeur du CUEJ,.
En 1999, le CFJ et le CFPJ sont repris par une association composée d'anciens élèves de l'école, associant des patrons de médias et des groupes de communication, dont Pierre Lescure (président-directeur général de Canal+), Franz-Olivier Giesbert (alors patron du Figaro) ou encore Bernard Pivot, que le sociologue Ivan Chupin appellent « journalistes-managers ». Il décrit un abandon du « cadre paritaire » qui régissait le CFJ depuis sa création en 1946,.

### XXIesiècle
En 2003, le CFJ et le CFPJ, peinant à se restructurer, se déclarent de nouveau en cessation de paiement. Un acteur extérieur au monde journalistique reprend l'école, la positionnant aux « avant-postes des transformations qui ont affecté la plupart des médias » à partir des années 2010, selon le chercheur Ivan Chupin. Il décrit un glissement vers un modèle de « business school de journalisme », qui n'est pas forcément suivi par les autres écoles de journalisme privées, préférant une « intégration renforcée » à des grandes écoles publiques : l'IPJ avec Dauphine ou l'ESJ de Lille avec l'Institut d'études politiques de Lille.
Dans les années 2010, puis 2020, les partenariats public-privé mis en place entre les écoles de journalisme privées et le monde universitaire s'intensifient : l'ESJ Lille rejoint l'université de Lille, tandis que le CFJ rejoint l'université Paris-Panthéon-Assas en 2022,.

## Accès et concours

### Des concours «très sélectifs» et «hyper-compétitifs»
Les écoles reconnues par la profession mettent chacune en place un concours d'entrée très sélectif. S'il n'y a pas de concours commun, la plateforme commune de candidature ConcoursJournalisme.fr de la Conférence des écoles de journalisme (CEJ) réunit les concours de quatre écoles : l'IPJ, l'EJCAM, l'EPJT ainsi que du CELSA. Chaque candidat doit postuler séparément à chaque concours. Il existe 15 grandes écoles sur concours, toutes reconnues par l'État et le ministère de l'Enseignement supérieur, ainsi que leur diplôme enregistré au RNCP.
Parmi elles, elles recrutent leurs étudiants au niveau :
- bac+3 pour douze d'entre-elles, soit après trois années d'études supérieures ;
- bac+2 pour l'École de journalisme de Toulouse ;
- baccalauréat pour deux d'entre-elles et sur Parcoursup : l'IUT de Lannion et l'École de journalisme de Cannes, rattaché à l'IUT de Nice ;

Une voie royale parfois jugée « excluante » pour les étudiants les plus modestes et n'étant que peu représentative de la « diversité de la population française »,. Selon Ivan Chupin et Aude Soubiron, chercheurs au CNRS (IRISSO - UMR 7170), les écoles reconnues sont régulièrement critiquées pour leur élitisme social et l'inéquité de leur recrutement. Les écoles de journalisme reconnues concentrent ainsi une proportion très importante d'étudiants « issus de milieux privilégiés » selon une enquête menée en 2008 par les sociologues Géraud Lafarge et Dominique Marchetti.
En moyenne, il peut y avoir jusqu'à 900 candidats pour 50 à 70 places pour certaines écoles. Les candidats doivent ainsi se préparer à des concours exigeants et hyper-compétitifs[réf. nécessaire]. La plupart des écoles reconnues ont en revanche supprimé les épreuves écrites de leur concours, pour les remplacer par une phase d'admissibilité sur dossier. Si la plupart des écoles reconnues sont accessibles après une licence ou équivalent (bac +3), les écoles de journalisme de Cannes et de Lannion dispensent une formation, un BUT, accessible directement sur Parcoursup après le baccalauréat.
Les concours aux écoles reconnues sont coûteux : ils peuvent s'élever à près de 300 euros. Depuis la pandémie de Covid-19, ils se déroulent principalement à distance, ce qui permet de supprimer les coûts liés aux déplacements des candidats.
En dehors de ces écoles reconnues, il existe des formations universitaires ou privées qui recrutent généralement sur dossier avec, pour certaines, un entretien de motivation.

### Préparation aux concours
Une étude de 2014 publiée par la Conférence des écoles de journalisme (CEJ) établit qu'une majorité de candidats admis dans les écoles reconnues proviennent d'un Sciences Po (IEP), d'une licence d'histoire ou de lettres ainsi que des classes préparatoires privées. En 2023, les licences pré-citées restent une porte d'entrée prisée par les candidats, en y ajoutant également les licences en droit et sciences politiques à l'université. De nouveaux profils apparaissent également, originaires d'écoles de commerce post-bac ou de filières scientifiques. L'ESJ Lille a été la première école reconnue à ouvrir une filière dédiée au journalisme scientifique en 1993.

#### Sciences Po et les prépas littéraires
Jusqu'en 2008, la majeure partie des étudiants en école reconnue par la profession étaient issus de Sciences Po ou d'une classe préparatoire littéraire. Réputés très sélectifs, ils témoignaient l'importance d'un « capital scolaire » préalable à l'admission dans ces écoles,. Il est à noter que les prépas littéraires ne durent que deux ans, ainsi il est nécessaire de doubler sa seconde année de prépa (khûbe) ou d'intégrer une troisième année de licence pour pouvoir accéder aux concours des écoles de journalisme reconnues, à bac+3.

#### La ChanceetEDC: les prépas gratuites, réservées aux boursiers
Dès 2007, des classes préparatoires gratuites et réservées aux candidats boursiers se sont lancées. Parmi elles, la prépa La Chance, créée par d'anciens étudiants du CFJ, ou encore la prépa Égalité des chances de l'ESJ Lille en partenariat avec le Bondy Blog. Elles sont dédiées aux candidats boursiers, à l'instar des prépas "Talents" pour les concours du service public.
En 2023, 40 % des étudiants inscrits dans les quatorze écoles reconnues sont boursiers de l'enseignement supérieur. Le développement de la formation par alternance, qui permet d'être exempté des frais de scolarité, a permis d'apporter davantage de diversité dans les écoles.

#### Académie ESJetÉcole W: les prépas "intégrées" de l'ESJ et du CFJ
Entre 2014 et 2016, les deux plus prestigieuses écoles, l'École supérieure de journalisme de Lille et le Centre de formation des journalistes lancent leurs formations préparatoires post-bac, « l'Académie ESJ » pour la première, et « l'École W » pour la seconde. Elles sont similaires au modèle des cycles préparatoires intégrés des écoles d'ingénieurs.
Si l'Académie ESJ se révèle être une alternative à Sciences Po et se déroule en majeure partie à l'université, l'École W du CFJ souhaite former à la création de contenus appliqués au journalisme, à la communication ou encore au marketing, en plus de la préparation aux concours,. L'Académie ESJ et l'École W du CFJ permettent un accès direct aux épreuves orales de leurs concours respectifs. Mais le principal frein à l'accès à ces deux préparations reste leur coût très élevé : entre 3 000 et 8 000 euros l'année pour les non-boursiers, incitant les candidats à se tourner vers des prêts étudiants.

#### Les autres prépas publiques et privées
Accessibles aux non-boursiers et souvent gratuites, les universités proposent également des préparations aux concours des écoles reconnues, telles que l'université Panthéon-Sorbonne, l'université de Strasbourg ou encore celle de Tours. L'université Paul-Valéry-Montpellier propose également une préparation aux concours, délivrant également un diplôme d'université (DU). Son coût ne dépasse pas 500 euros l'année.
Sur un an, en temps plein, à temps partiel ou à distance, de nombreux établissements privés tels que Synergie Prépa, ISTH ou encore Ipésup proposent des préparations aux concours des écoles de journalisme reconnues. Toutefois, elles ne sont que des préparations et ne délivrent aucun diplôme ou certificat. Leur coût est conséquent, il évolue entre 3 000 et 8 000 euros l'année de préparation mais elles revendiquent un taux de réussite important.

#### Liste des préparations aux concours
| Établissement                        | Cursus / Prépa                 | Type, durée                | Lieux                                                                | Accès | Accès                              | Stage       | Coût                  | Débouchés |
| ------------------------------------ | ------------------------------ | -------------------------- | -------------------------------------------------------------------- | ----- | ---------------------------------- | ----------- | --------------------- | --- |
| Lycées                               | Classe préparatoire littéraire | CPGE, 2 ans                | Différents lycées en France                                          | bac+0 | Sur dossier                        | Optionnel   | 170 € / an            | Une des 15 écoles de journalisme reconnues après une année L3.                                                     |
| Sciences Po                          | Collège universitaire          | Bachelor, 3 ans            | Dijon, Le Havre, Menton, Nancy, Paris, Poitiers et Reims             | bac+0 | Sur dossier et entretien           | Obligatoire | jusqu'à 14 720 € / an | Une des 15 écoles de journalisme reconnues, dont l'École de journalisme de Sciences Po.                            |
| ESJ Lille Université de Lille        | Académie ESJ                   | Licence, 3 ans             | Lille                                                                | bac+0 | Sur dossier                        | Optionnel   | jusqu'à 4 500 € / an  | Une des 15 écoles de journalisme reconnues. Passerelle pour l'ESJ Lille.                                           |
| ESJ Lille Université de Lille        | Prépa Hybride ESJ              | Prépa, 1 an                | Lille                                                                | bac+2 | Sur dossier                        | Aucun       | 2 100 € / an          | Une des 15 écoles de journalisme reconnues                                                                         |
| ESJ Lille Université de Lille        | Téléprépa ESJ                  | Prépa, 1 an                | À distance                                                           | bac+2 | Libre                              | Aucun       | 790 à 1 320 € / an    | Une des 15 écoles de journalisme reconnues                                                                         |
| ESJ Lille Université de Lille        | Prépa EDC (boursiers)          | Prépa, cours du soir, 1 an | Lille et Bondy                                                       | bac+2 | Sur dossier et épreuve orale       | Optionnel   | 0 € / an              | Une des 15 écoles de journalisme reconnues                                                                         |
| CFJ Université Paris-Panthéon-Assas  | École W                        | Bachelor, 3 ans            | Paris et Roubaix                                                     | bac+0 | Sur dossier, épreuves et entretien | Obligatoire | jusqu'à 7 800 € / an  | Une des 15 écoles de journalisme reconnues. Passerelle pour le CFJ si moyenne minimum fixée par l'école et le CFJ. |
| CFJ Université Paris-Panthéon-Assas  | École W                        | Licence, 3 ans             | Paris                                                                | bac+0 | Sur dossier, épreuves et entretien | Obligatoire | jusqu'à 7 800 € / an  | Une des 15 écoles de journalisme reconnues. Passerelle pour le CFJ si moyenne minimum fixée par l'école et le CFJ. |
| CFJ Université Paris-Panthéon-Assas  | Prépa W/CFJ                    | Prépa, 1 an,               | Paris et Lyon, ainsi que Rennes, Aix et Nantes                       | bac+2 | Sur dossier et entretien           | Optionnel   | 3 990 € / an          | Une des 15 écoles de journalisme reconnues                                                                         |
| CFJ Université Paris-Panthéon-Assas  | Prépa La Chance (boursiers)    | Prépa, cours du soir, 1 an | Paris, Bordeaux, Marseille, Toulouse, Strasbourg, Rennes et Grenoble | bac+2 | Sur dossier et épreuve orale       | N/A         | 0 € / an              | Une des 15 écoles de journalisme reconnues                                                                         |
| Sciences Po Saint-Germain UVSQ / CYU | Prépa                          | Prépa, 1 an                | Saint-Germain-en-Laye                                                | bac+3 | Sur dossier                        | Optionnel   | jusqu'à 1 257 € / an  | Une des 15 écoles de journalisme reconnues                                                                         |
| ICP                                  | Prépa Journalisme              | Prépa, cours du soir, 1 an | Paris                                                                | bac+3 | Sur dossier                        | Optionnel   | jusqu'à 7 020 € / an  | Une des 15 écoles de journalisme reconnues                                                                         |
| Ipesup                               | Prépa Journalisme              | Prépa, cours du soir, 1 an | Paris                                                                | bac+3 | Sur dossier                        | Optionnel   | 3 400 € / an          | Une des 15 écoles de journalisme reconnues                                                                         |
| Université Paul-Valéry-Montpellier   | DU Prépa Journalisme           | Prépa, cours du soir, 1 an | Montpellier                                                          | bac+2 | Sur dossier                        | Optionnel   | jusqu'à 984 € / an    | Une des 15 écoles de journalisme reconnues                                                                         |

## Formation

### Cursus historiques
La formation reconnue par la profession, d'une durée minimale de 2 ans, principalement après un bac + 3 (un bac + 2 ou le baccalauréat pour certaines formations) s'achève par l'obtention, en fonction des écoles : 
- d'un diplôme de journaliste ;
- d'un master journalisme ;
- d'un master information-communication, parcours journalisme ;
- ou d'un BUT information-communication, parcours journalisme.

Le diplôme de journaliste visé par l'État et reconnu par la CPNEJ est principalement délivré par le CFJ, l'EJT et l'ESJ Lille, ce dernier l'agrémentant d'une reconnaissance académique supplémentaire, le grade universitaire de master. L'IPJ Dauphine-PSL ainsi que Sciences Po délivrent quant à eux un diplôme de grand établissement grade master, reconnu par la CPNEJ.
Les écoles reconnues rattachées à des universités délivrent quant à elles un diplôme national de master, soit en journalisme (CUEJ, EPJT, EJCAM, IJBA, EJDG et EJG) soit en information-communication, parcours journalisme (IFP et CELSA). Le master journalisme a la particularité d'être également délivré par l'université de Lorraine, ou encore l'université Sorbonne-Nouvelle, sans la reconnaissance de la CPNEJ, il en est de même pour le master information-communication, parcours journalisme, délivré par l'université Paris-Nanterre.
Enfin, le bachelor universitaire de technologie information-communication, parcours journalisme est uniquement délivré par les Instituts universitaires de technologie, et particulièrement par ceux de Lannion et de Cannes, reconnus par la CPNEJ, mais également par l'IUT de Vichy.
Les écoles dispensant des formations reconnues sont regroupées dans la Commission paritaire nationale de l'emploi des journalistes (CPNEJ) et la Conférence des écoles de journalisme (CEJ). Une reconnaissance par la CPNEJ porte sur un cursus de formation et non sur un établissement ou un diplôme. « Si un diplôme peut être obtenu par différents cursus, chacun doit faire l'objet d'une reconnaissance ».
Un professionnel diplômé de l'une des formations reconnues par la CPNEJ accède au statut de « journaliste titulaire » deux fois plus rapidement qu'un professionnel diplômé d'une école non reconnue par la Commission paritaire nationale de l'emploi des journalistes (CPNEJ). Un premier classement des principales écoles de journalisme est publié par StreetPress en 2011, suivi d'un second plus détaillé en 2013. Le Figaro prend le relais en 2016, puis en 2022, en publiant son classement actualisé.
Il est à noter que depuis la dernière décennie, de nouveaux IEP décident de dispenser une formation au journalisme de niveau master, à l'instar de l'École de journalisme de Sciences Po, à Paris. À Lyon, Sciences Po Lyon dispense une formation au journalisme de données et à l'économie, en partenariat avec le Centre de formation des journalistes (CFJ). Elles sont les deux seules formations d'IEP reconnues par la CPNEJ. Sciences Po Rennes a également créé son école de journalisme, non reconnue par la CPNEJ. A également suivi, Sciences Po Toulouse, ayant également créé son école de journalisme interne.

### Cursus en alternance
En 2007, l'Institut pratique du journalisme (IPJ), est la première école de journalisme reconnue à ouvrir son cursus à l'apprentissage. Ce dispositif permet aux étudiants de bénéficier des cours de leur établissement, tout en travaillant au sein d'une rédaction en tant que journaliste salarié en contrat d'apprentissage.
En une quinzaine d'années et à la suite du « boom de l'apprentissage », nombre de ces écoles prestigieuses ont ouvert leur formation débouchant sur le même diplôme reconnu par la profession. Parmi elles :
- l'IPJ, voie de concours commune, et après admission : alternance possible sur deux ans ;
- le CFJ :
  - voie de concours commune à Paris et à Lyon, et après admission : alternance possible sur deux ans ;
  - voie de concours spécifique par parrainage d'un média à Paris et à Lyon : alternance obligatoire sur deux ans ;
- l'ESJ Lille, voie de concours commune, et après admission : alternance possible sur un an ;
- le CELSA, voie de concours commune, et après admission : alternance possible sur un an ;
- l'EDJ de Sciences Po, voie de concours commune, et après admission : alternance possible sur deux ans ;
- le CUEJ, voie de concours commune, et après admission : alternance possible sur deux ans ;
- l'EJG, voie de concours commune, et après admission : alternance possible sur un an.

## Critiques

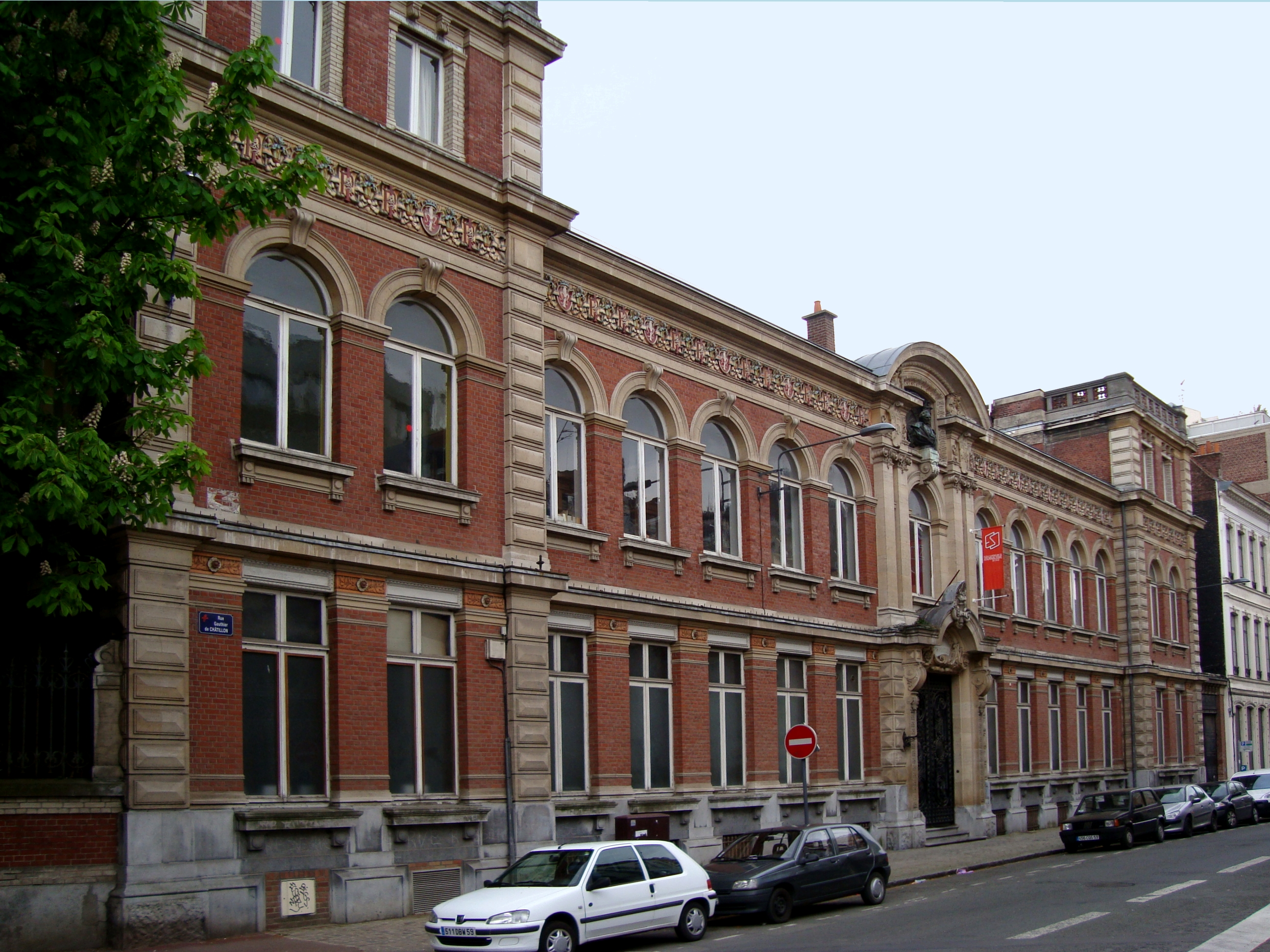
Les locaux de l'École supérieure de journalisme de Lille (ESJ Lille), installée dans le bâtiment de l'ancien Institut de Physique de Lille.

Plusieurs organismes soulignent le corporatisme de la CPNEJ, qui protège les intérêts de ses plus anciens membres (ESJ Lille et CFJ notamment). En effet, l'agrément délivré par la CPNEJ pour la reconnaissance d'une école par la profession implique des effets financiers, d'autant plus intéressants si le nombre d'écoles reconnues est faible.
Ainsi, les normes que la CPNEJ mobilise en vue des premières opérations de reconnaissance des écoles constituent « un simple calque du modèle de formation qui définit l’école supérieure des journalistes de Lille (ESJ) et le Centre de formation des journalistes (CFJ) ».
Les archives de la CPNEJ montrent d'ailleurs que « les critères de reconnaissance ont été élaborés à partir des modèles de formation déjà existants, en particulier ceux du Centre de formation des journalistes (CFJ) et de l’École supérieure de journalisme de Lille (ESJ Lille) » et que « la politique de limitation du nombre d’écoles agréées, qui vise à protéger les écoles déjà établies, est l’objet de tensions entre les différentes parties syndicales ».
En novembre 2010, l'entrepreneur Franck Papazian, président et propriétaire de l'Institut européen de journalisme, anciennement la Faculté libre des sciences de la communication, dénonce auprès d'AEF info, une Commission paritaire nationale de l'emploi des journalistes (CPNEJ) – qui délivre une reconnaissance aux écoles de journalisme en France – n'étant « que politique et du lobbying ».

## Coût
Si la majorité des cursus reconnus sont universitaires, et n'excédant ainsi pas plus de 250 euros l'année, quatre écoles – les plus prestigieuses – sont aussi les plus chères (hors alternance) : l'École de journalisme de Sciences Po où les frais varient de 0 à 14 500 euros l'année selon les revenus, l'École supérieure de journalisme de Lille où les frais de scolarité oscillent entre 1 500 et 5 600 euros l'année, le Centre de formation des journalistes où les frais de scolarité débutent à 2 700 euros (boursiers) et s'élèvent à 6 800 euros l'année.
Autres exceptions, l'Institut pratique du journalisme de l'université Paris-Dauphine-PSL étant un grand établissement, l'université applique ses propres frais de scolarité, qui varient entre 243 euros et 9 000 euros l'année. Même constat pour l'École de journalisme de Grenoble, rattachée à Sciences Po Grenoble, avec des frais de scolarité entre 0 et 1 300 euros l'année. À Strasbourg, Cannes, Marseille, Bordeaux, Tours, Lannion, Gennevilliers, ou encore au CELSA de Sorbonne Université et à l'IFP de l'université Paris-Panthéon-Assas, les frais de scolarité n'excédent pas les 300 euros l'année.
Hormis les cursus reconnus, les écoles privées non reconnues par la CPNEJ, généralement très professionnalisantes mais moins sélectives, proposent des frais de scolarité très élevés, allant jusqu'à 8 000 euros l'année. Elles sont parfois une solution de secours pour les candidats ayant échoué aux concours des écoles reconnues,.

## Autres formations
À part ces quatorze formations, d'autres établissements publics et privés dispensent une formation non reconnue par la CPNEJ, moins sélectives que celles-ci, sur dossier, professionnalisantes et généralement en 1 à 3 ans d'études.

### Les formations universitaires
Une quinzaine d'universités proposent une formation de niveau licence, BUT ou master, non reconnues par la CPNEJ et généralement avec une unique spécialisation. Parmi elles, le BUT de Vichy, les masters en journalisme numérique des universités de Lorraine et Paul-Valéry-Montpellier, les masters en journalisme culturel des universités Sorbonne-Nouvelle et Paris-Nanterre, les masters en journalisme documentaire de l'université Paris-Cité et de l'École W - Université Paris-Panthéon-Assas ou encore la licence professionnelle de l'université Paris-8.
D'autres, devenues « archi sélectives », sont issues de partenariats avec des écoles reconnues par la CPNEJ et permettent de préparer les concours d'entrée. Elles peuvent aussi permettre à certains d'accéder au métier sans passer par l'étape des concours,.
Parmi elles, le parcours post-bac de l'Académie ESJ Lille ou encore les licences « Journalisme de sport » et « Journalisme de proximité » de l'ESJ Lille avec l'université de Lille, ainsi que le bachelor d'établissement en « Journalisme et documentaire » ou « Journalisme sportif » et la licence « Sciences et journalisme » de l'École W, issue du CFJ, avec Sorbonne Université et l'université Paris-Panthéon-Assas. Il existe également une licence de lettres, parcours « Journalisme » de l'université catholique de Lyon dispensée en partenariat avec le CFJ.
Ces écoles dispensent également des masters en partenariat avec des universités, tels que le master « Climat et médias » de l'ESJ Lille avec l'université Paris-Saclay, ou encore le master « Info-com », parcours « Documentaire » de l'École W avec l'université Paris-Panthéon-Assas.
En revanche, leur coût se rapproche davantage des frais de scolarité des écoles privées que des universités, allant jusqu'à 3 500 euros l'année pour les licences de l'ESJ Lille et de l'université de Lille, 4 500 euros l'année pour l'Académie de l'ESJ Lille, ainsi que 7 800 euros l'année pour le bachelor d'établissement et la licence de l'École W du CFJ, et jusqu'à 8 000 euros l'année pour le master de l'École W et de l'université Paris-Panthéon-Assas.

### La formation continue: les cas particuliers du CFPJ et de l'ESJ Pro
Deux organismes de formation, étant également des centres de formation d'apprentis (CFA) et non des écoles, sont spécialisés dans la formation continue en journalisme. Il s'agit du Centre de formation et de perfectionnement des journalistes (CFPJ) – à ne pas confondre avec le CFJ – ainsi que l'ESJ Pro de Montpellier, anciennement rattaché à l'ESJ Lille. S'ils ne sont pas reconnus par la CPNEJ, ils sont « régulièrement cités » par les recruteurs selon Le Figaro Étudiant. Le CFPJ est une émanation du CFJ, tandis que l'ESJ Pro est une émanation de l'ESJ Lille. Ces deux formations sont accessibles uniquement en alternance, par le biais d'un contrat de professionnalisation.

### Les écoles privées à but lucratif: ESJ Paris, ISCPA, IEJ, ISFJ, etc.
Hormis les formations universitaires, une vingtaine de formations privées existent en France parmi celles non reconnues par la CPNEJ. Elles ne sont plus intégrées au classement des écoles de journalisme du journal Le Figaro depuis 2018. La plupart des écoles privées non reconnues par la profession sanctionnent leur formation par la délivrance d'un titre de « journaliste » certifié par l'État de niveau 6 (bac+3) à 7 (bac+5) au répertoire national des certifications professionnelles (RNCP). Ce type de diplôme concerne les écoles privées non-reconnues (ESJ Paris, ISCPA, IEJ, etc.) mais également les deux CFA non-reconnus, le CFPJ et l'ESJ Pro,.
Ces formations délivrant un titre de journaliste sont moins sélectives que les écoles reconnues et les formations universitaires. Certains établissements d'enseignement supérieur publics – tels que l'INA Sup – ne délivrent également qu'un titre certifié pour certaines de leurs formations professionnelles. En parallèle des titres certifiés par l'État, certaines écoles privées délivrent des diplômes ou certificats d'établissement (DE). Ce sont des titres délivrés uniquement sous le sceau propre de l'établissement. Le ministère chargé de l'Enseignement supérieur, ni le ministère du Travail n'interviennent dans le contrôle de ces « diplômes ».
En revanche, les frais de scolarité peuvent être très élevés avec une insertion plus compliquée dans les grands médias, tels que France Télévisions, TF1 ou Radio France, qui n'acceptent en général uniquement des diplômés des écoles reconnues,.

## Liste des formations

### Parmi les quinze écoles sur concours
| Rang Figaro | Établissement                                                                                             | Formation                                                | niv.  | CPNEJ | Statut        |
| ----------- | --- | -------------------------------------------------------- | ----- | ----- | ------------- |
| 1           | École de journalisme (EDJ) – Sciences Po                                                                  | Master Journalisme                                       | bac+5 | oui   | Public        |
| 1           | École de journalisme (EDJ) – Sciences Po                                                                  | Master Journalisme et affaires internationales           | bac+5 | oui   | Public        |
| 2           | École supérieure de journalisme de Lille (ESJ) – Université de Lille                                      | Master généraliste                                       | bac+5 | oui   | Privé (asso.) |
| 2           | École supérieure de journalisme de Lille (ESJ) – Université de Lille                                      | Master Journaliste de science                            | bac+5 | oui   | Privé (asso.) |
| n.c.        | École supérieure de journalisme de Lille (ESJ) – Université de Lille                                      | Académie ESJ Lille                                       | bac+3 | non   | Privé (asso.) |
| n.c.        | École supérieure de journalisme de Lille (ESJ) – Université de Lille                                      | Licence Journalisme de proximité                         | bac+3 | non   | Privé (asso.) |
| n.c.        | École supérieure de journalisme de Lille (ESJ) – Université de Lille                                      | Licence Journaliste de sport                             | bac+3 | non   | Privé (asso.) |
| 3           | Centre de formation des journalistes (CFJ) – Université Paris-Panthéon-Assas                              | Diplôme du CFJ (Paris et Lyon)                           | bac+5 | oui   | Privé (asso.) |
| 3           | Centre de formation des journalistes (CFJ) – Université Paris-Panthéon-Assas                              | Double diplôme CFJ / Sciences Po Lyon                    | bac+5 | oui   | Privé (asso.) |
| n.c.        | Centre de formation des journalistes (CFJ) – Université Paris-Panthéon-Assas                              | Diplôme de l'École W                                     | bac+3 | non   | Privé (asso.) |
| n.c.        | Centre de formation des journalistes (CFJ) – Université Paris-Panthéon-Assas                              | Licence Sciences et journalisme (W, Sorbonne Université) | bac+3 | non   | Privé (asso.) |
| n.c.        | Centre de formation des journalistes (CFJ) – Université Paris-Panthéon-Assas                              | Master Info-com, Documentaire (W, INA, IFP)              | bac+5 | non   | Privé (asso.) |
| 4           | Centre universitaire d'enseignement du journalisme (CUEJ) – Université de Strasbourg                      | Master Journalisme                                       | bac+5 | oui   | Public        |
| 5           | Institut de journalisme Bordeaux Aquitaine (IJBA) – Université Bordeaux-Montaigne                         | Master Journalisme                                       | bac+5 | oui   | Public        |
| 5           | Institut de journalisme Bordeaux Aquitaine (IJBA) – Université Bordeaux-Montaigne                         | DU Journalisme en langue basque                          | bac+5 | non   | Public        |
| 6           | Institut pratique du journalisme (IPJ) – Université Paris-Dauphine-PSL                                    | Master Journalisme                                       | bac+5 | oui   | Public        |
| n.c.        | Institut pratique du journalisme (IPJ) – Université Paris-Dauphine-PSL                                    | Certificat Médias et journalisme                         | bac+3 | non   | Public        |
| 7           | École de journalisme de Toulouse (EJT)                                                                    | Diplôme de l'EJT                                         | bac+5 | oui   | Privé (asso.) |
| 8           | École de journalisme et de communication d'Aix-Marseille (EJCAM) – Université d'Aix-Marseille             | Master Journalisme                                       | bac+5 | oui   | Public        |
| n.c.        | École de journalisme et de communication d'Aix-Marseille (EJCAM) – Université d'Aix-Marseille             | Master Métiers de l'information (Sciences Po Aix)        | bac+5 | non   | Public        |
| 9           | École publique de journalisme de Tours (EPJT) – Université de Tours                                       | Master Journalisme                                       | bac+5 | oui   | Public        |
| 10          | École des hautes études en sciences de l'information et de la communication (CELSA) – Sorbonne Université | Master Info-com, Journalisme                             | bac+5 | oui   | Public        |
| 11          | Institut français de presse (IFP) – Université Paris-Panthéon-Assas                                       | Master Info-com, Journalisme                             | bac+5 | oui   | Public        |
| n.c.        | Institut français de presse (IFP) – Université Paris-Panthéon-Assas                                       | Master Info-com, Médias                                  | bac+5 | non   | Public        |
| n.c.        | Institut français de presse (IFP) – Université Paris-Panthéon-Assas                                       | Double-Licence Histoire - Médias                         | bac+3 | non   | Public        |
| 12          | École de journalisme de Grenoble (EJDG) – Sciences Po Grenoble                                            | Master Journalisme                                       | bac+5 | oui   | Public        |
| 13          | Département Info-com de l'IUT de Lannion – Université de Rennes                                           | BUT Info-com, Journalisme                                | bac+3 | oui   | Public        |
| n.c.        | Département Info-com de l'IUT de Lannion – Université de Rennes                                           | Licence pro Journalisme                                  | bac+3 | non   | Public        |
| 16          | École de journalisme de Cannes – Université Côte d'Azur                                                   | BUT Info-com, Journalisme                                | bac+3 | oui   | Public        |
| n.c.        | École de journalisme de Cannes – Université Côte d'Azur                                                   | Licence pro Journalisme                                  | bac+3 | non   | Public        |
| n.c.        | École de journalisme de Gennevilliers – CY Cergy Paris Université                                         | Master Journalisme                                       | bac+5 | oui   | Public        |

### En formation continue
| Rang Figaro | Établissement                                                                                 | Intitulé                                | niv.  | CPNEJ | Statut    |
| ----------- | --------------------------------------------------------------------------------------------- | --------------------------------------- | ----- | ----- | --------- |
| 14          | Centre de formation et de perfectionnement des journalistes (CFPJ)                            | Formation Devenir Journaliste           | bac+4 | non   | CFA privé |
| 14          | Centre de formation et de perfectionnement des journalistes (CFPJ)                            | Alternance Journaliste audiovisuel      | bac+4 | non   | CFA privé |
| 14          | Centre de formation et de perfectionnement des journalistes (CFPJ)                            | Alternance Journaliste de presse écrite | bac+4 | non   | CFA privé |
| 15          | École supérieure de journalisme de Montpellier (ESJ Pro) – Université Paul-Valéry-Montpellier | Alternance Journaliste de télévision    | bac+4 | non   | CFA privé |
| 15          | École supérieure de journalisme de Montpellier (ESJ Pro) – Université Paul-Valéry-Montpellier | Alternance Journaliste de presse écrite | bac+4 | non   | CFA privé |
| n.c.        | École supérieure de journalisme de Montpellier (ESJ Pro) – Université Paul-Valéry-Montpellier | Licence Langage, Média, Journalisme     | bac+4 | non   | CFA privé |

### Parmi les autres écoles, privées et non-reconnues
| Rang Figaro | Établissement                                                                                   | Intitulé                                                             | niv.  | CPNEJ | Statut        |
| ----------- | ----------------------------------------------------------------------------------------------- | -------------------------------------------------------------------- | ----- | ----- | ------------- |
| 17          | École supérieure de journalisme de Paris (ESJ Paris)                                            | Bachelor Journalisme (non certifié par l'État)                       | bac+3 | non   | Privé         |
| 17          | École supérieure de journalisme de Paris (ESJ Paris)                                            | Mastère Journalisme (non certifié par l'État)                        | bac+5 | non   | Privé         |
| 17          | Institut de journalisme tous médias (ex-ESJ Paris Grand Lille)                                  | Master Journalisme tous médias avec l'université catholique de Lille | bac+5 | non   | Privé         |
| 18          | Institut européen de journalisme (IEJ)                                                          | Bachelor Journalisme                                                 | bac+3 | non   | Privé         |
| 19          | Institut supérieur de la communication, de la presse et de l'audiovisuel de Lyon (ISCPA Lyon)   | Bachelor Journalisme                                                 | bac+3 | non   | Privé (asso.) |
| 19          | Institut supérieur de la communication, de la presse et de l'audiovisuel de Lyon (ISCPA Lyon)   | Mastère Journalisme                                                  | bac+5 | non   | Privé (asso.) |
| 19          | Institut supérieur de la communication, de la presse et de l'audiovisuel de Paris (ISCPA Paris) | Bachelor Journalisme                                                 | bac+3 | non   | Privé (asso.) |
| 20          | École du journalisme (EDJ Nice)                                                                 | Bachelor Journalisme                                                 | bac+3 | non   | Privé         |
| 21          | École Narratiiv (anciennement IICP)                                                             | Bachelor Journalisme (non certifié par l'État)                       | bac+3 | non   | Privé         |
| 22          | Institut supérieur de formation au journalisme (ISFJ)                                           | Bachelor Journalisme                                                 | bac+3 | non   | Privé         |
| 22          | Institut supérieur de formation au journalisme (ISFJ)                                           | Mastère Journalisme                                                  | bac+5 | non   | Privé         |
| 23          | École française de journalisme (EFJ)                                                            | Bachelor Journalisme                                                 | bac+3 | non   | Privé         |
| n.c.        | Studio école de France                                                                          | Formation Journaliste en expression radiophonique                    | bac+3 | non   | Privé         |
| n.c.        | Institut libre de journalisme                                                                   | Mastère Journalisme web                                              | bac+5 | non   | Privé (asso.) |

## Liste des autres formations
| Académie         | Établissement                                                                                            | Intitulé                                                             | Parcoursup / MonMaster | niv.  | CPNEJ | Statut        |
| ---------------- | --- | -------------------------------------------------------------------- | ---------------------- | ----- | ----- | ------------- |
| Paris            | Institut de la communication et des médias – Université Sorbonne-Nouvelle                                | Master Journalisme culturel                                          | Oui                    | bac+5 | non   | Public        |
| Paris            | Institut de la communication et des médias – Université Sorbonne-Nouvelle                                | Master Journalisme bilingue                                          | Oui                    | bac+5 | non   | Public        |
| Paris            | Université Paris-Cité                                                                                    | Master Audiovisuel, journalisme et communication scientifiques       | Oui                    | bac+5 | non   | Public        |
| Rennes           | École de journalisme – Sciences Po Rennes                                                                | Master Journalisme, reportage et enquête (JRE)                       | Non                    | bac+5 | non   | Public        |
| Toulouse         | Ecole de journalisme – Sciences Po Toulouse                                                              | Master Journalisme                                                   | Non                    | bac+5 | non   | Public        |
| Lyon             | Sciences Po Lyon, en partenariat avec le CFJ                                                             | Master Journalisme, data et enquête                                  | Non                    | bac+5 | oui   | Public        |
| Versailles       | Université Paris-Nanterre                                                                                | Master Journalisme culturel                                          | Oui                    | bac+5 | non   | Public        |
| Bordeaux         | Sciences Po Bordeaux                                                                                     | Master Journalisme                                                   | Non                    | bac+5 | non   | Public        |
| Nancy-Metz       | Université de Lorraine                                                                                   | Master Journalisme, parcours Journalisme et médias numériques (MJMN) | Oui                    | bac+5 | non   | Public        |
| Dijon            | Université de Bourgogne                                                                                  | Master Journalisme                                                   | Oui                    | bac+5 | non   | Public        |
| Amiens           | Université de Picardie Jules-Verne                                                                       | Master Journalisme                                                   | Oui                    | bac+5 | non   | Public        |
| Montpellier      | Institut des technosciences de l'information et de la communication – Université Paul-Valéry-Montpellier | Master Journalisme, parcours Journalisme numérique                   | Oui                    | bac+5 | non   | Public        |
| Lille            | Université polytechnique Hauts-de-France                                                                 | Master Journalisme transmédia                                        | Oui                    | bac+5 | non   | Public        |
| Lyon             | Institut de la communication – Université Lumière Lyon 2                                                 | Master Journalisme                                                   | Oui                    | bac+5 | non   | Public        |
| Lyon             | Institut de la communication – Université Lumière Lyon 2                                                 | Master Journalisme, parcours Journalisme international               | Oui                    | bac+5 | non   | Public        |
| Lille            | Université catholique de Lille                                                                           | Master Histoire et journalisme                                       | Oui                    | bac+5 | non   | Privé (asso.) |
| Lille            | Université catholique de Lille                                                                           | Licence Métiers du journalisme                                       | Oui                    | bac+3 | non   | Privé (asso.) |
| Montpellier      | Institut des technosciences de l'information et de la communication – Université Paul-Valéry-Montpellier | Licence Langage, Média, Journalisme avec l'ESJ Pro (Montpellier)     | Oui                    | bac+3 | non   | Public        |
| Clermont-Ferrand | Université Clermont-Auvergne                                                                             | Licence Info-com, parcours Journalisme                               | Oui                    | bac+3 | non   | Public        |
| Créteil          | INA Sup – Institut national de l'audiovisuel                                                             | Formation Journaliste reporter d'images                              | Non                    | bac+3 | non   | Public        |
| Créteil          | Université Paris 8                                                                                       | Licence Métiers du journalisme                                       | Oui                    | bac+3 | non   | Public        |
| Toulouse         | Université de Perpignan Via Domitia                                                                      | Licence Métiers de l'information                                     | Oui                    | bac+3 | non   | Public        |
| Lyon             | Université catholique de Lyon                                                                            | Licence Lettres, parcours Journalisme avec le CFJ                    | Oui                    | bac+3 | non   | Privé (asso.) |
| Versailles       | Institut international de l'image et du son de Paris (3IS Paris)                                         | DESTIS Cinéma et audiovisuel, parcours Journaliste reporter d'images | Oui                    | bac+3 | non   | Privé (asso.) |

## Classements
| École                             | 2022 | 2018 | 2016 |
| --------------------------------- | ---- | ---- | ---- |
| Sciences Po, Paris                | ≥ 1  | 3 =  | 3    |
| ESJ, Lille                        | 2    | 1 =  | 1    |
| CFJ, Paris, Lyon                  | 3    | 2 =  | 2    |
| CUEJ, Strasbourg                  | ≥ 4  | 6    | 6    |
| IJBA, Bordeaux                    | 5    | ≥ 4  | 5    |
| IPJ Dauphine, Paris               | 6    | 5    | 4    |
| EJT, Toulouse                     | ≥ 7  | ≥ 8  | 10   |
| EJCAM, Marseille                  | ≥ 8  | 10   | 9    |
| EPJT, Tours                       | 9    | 7 =  | 7    |
| CELSA, Neuilly-sur-Seine          | 10   | 9    | 8    |
| IFP, Paris                        | 11   | ≥ 10 | 11   |
| EJDG, Échirolles                  | 12 = | 12   | 11   |
| IUT Infocom, Lannion              | 13 = | 13 = | 13   |
| CFPJ, Paris                       | 14   | ≥ 13 | 15   |
| ESJ Pro, Montpellier              | 15 = | ≥ 15 | 16   |
| EJC, Cannes                       | 16 = | 16   | 13   |
| ESJ, Paris                        | N/A  | ≥ 17 | 20   |
| IEJ, Paris, Marseille, Strasbourg | N/A  | ≥ 18 | 20   |
| ISCPA, Lyon, Paris, Toulouse      | N/A  | 19   | 17   |
| EDJ, Nice                         | N/A  | ≥ 20 | 22   |
| Narratiiv (ex-IICP), Paris        | N/A  | 21   | 18   |
| ISFJ, Paris, Lille, Lyon          | N/A  | 22   | 19   |
| EFJ, Paris, Bordeaux              | N/A  | ≥ 23 | 24   |
| EMI, Paris                        | N/A  | ≥ 24 | 26   |